# Estación La Chiquita
La Chiquita es una estación de ferrocarril ubicada en la localidad homónima, departamento Comandante Fernández, provincia del Chaco, Argentina

## Servicios
No presta servicios de pasajeros, sólo de cargas de la empresa Trenes Argentinos Cargas. Las vías por donde corren los trenes corresponden al Ramal C3 del Ferrocarril General Belgrano.